# Річний зоряний паралакс

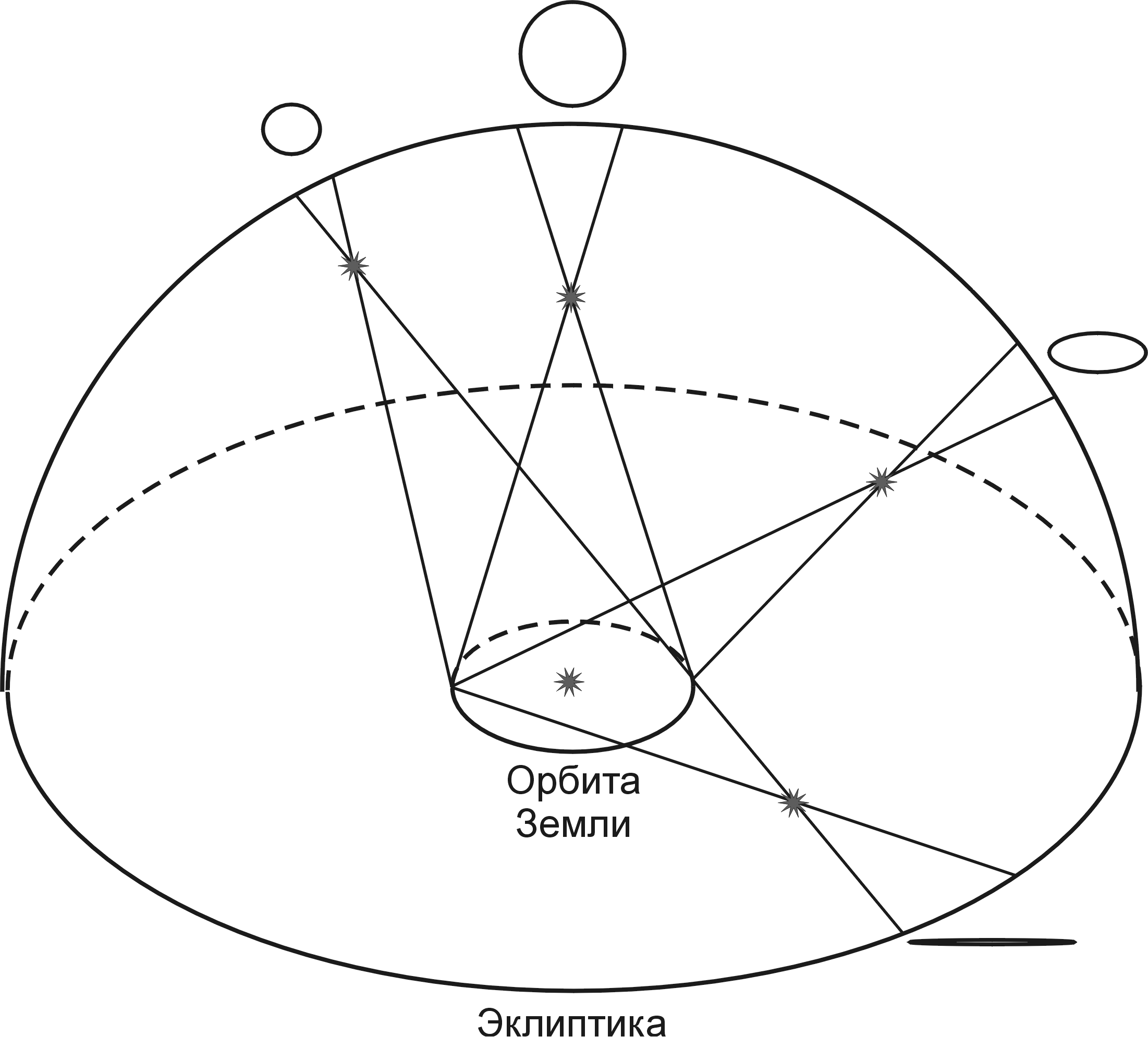
Паралактичні еліпси зір при різних відстанях від площини екліптики

Річний паралакс зорі — це зміна координат зорі, викликана зміною положення спостерігача через обертання Землі навколо Сонця. Є доказом руху Землі навколо Сонця і основним методом вимірювання відстаней до зір. Величина річного паралакса даної зорі дорівнює куту, під яким велику піввісь земної орбіти видно з відстані цієї зорі. З огляду на величезні відстані до зір річні паралакси навіть у найближчих з них не перевищують частки секунди дуги.

## Основні положення

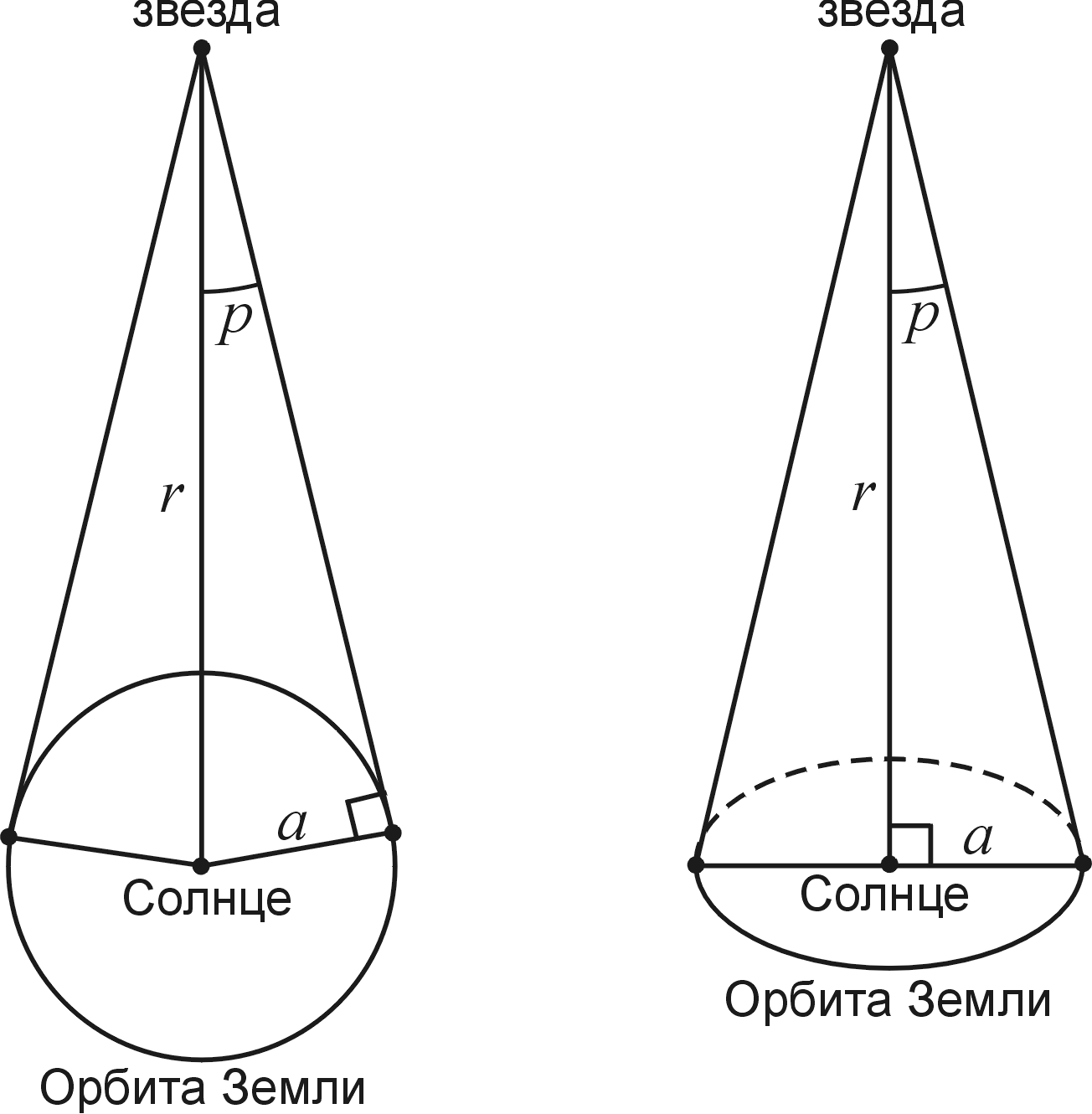
Річний паралакс у зорі поблизу площини екліптики (зліва) і полюса екліптики (праворуч)

Зважаючи на обертання Землі навколо Сонця, положення зір на небі повинні відчувати паралактичне зміщення. Видима форма траєкторії зорі на небі має форму еліпса, велика піввісь якого паралельна екліптиці.
Якщо зоря спостерігається поблизу екліптики, то максимальний паралактичний кут, тобто кут, утворений зорею, Землею і Сонцем, знаходиться зі співвідношення
{\displaystyle \sin p={\frac {a}{r}},}
де a — відстань між Землею і Сонцем, r — відстань від Сонця до зорі. Якщо зоря спостерігається поблизу полюса екліптики то паралактичний кут обчислюється за формулою
{\displaystyle \operatorname {tg} p={\frac {a}{r}}.}
Оскільки річні паралакси зір надзвичайно малі, синус і тангенс кута р дорівнюють значенню самого цього кута, вираженого в радіанах. Тому в будь-якому випадку паралакс пропорційний відстані від Землі до Сонця (одна астрономічна одиниця) і обернено пропорційний відстані до зорі. Якщо відстань до зір вимірювати в парсеках, а кути в секундах дуги, то зв'язок між паралаксом і відстанню виражається формулою:

Паралактичне зміщення близьких зір на тлі далеких

{\displaystyle p={\frac {1}{r}}}
(1 "≈1 / 206 265 радіан 1 пк ≈206 265 а.о.). Таким чином, при паралаксі в 1" відстань до зорі дорівнює одному парсеку.
На практиці при вимірюванні зоряних паралаксів зазвичай визначають положення зорі щодо інших істотно більш слабких зір які передбачаються набагато більш віддаленими, ніж досліджувана зоря (диференційний метод вимірювання річних паралаксів).
Якщо паралакс зорі визначений безпосереднім виміром кутів, як описано вище, то це тригонометричний паралакс. Крім тригонометричного, в даний час існують і інші методи визначення відстаней до зір. Наприклад, вивчення спектрів деяких зір дозволяє оцінити їх абсолютну зоряну величину а значить і відстань. Якщо його перерахувати в паралактичний кут, то отриману величину називають спектральним паралаксом. Існують також динамічний, груповий, середній і енергетичний паралакси.
Однак, потрібно пам'ятати, що в кінцевому підсумку всі методи визначення відстаней вимагають калібрування за допомогою тригонометричного методу.

## Історія

Пам'ятник Арістарху Самоському в університеті м. Салоніки

Історія пошуків зоряних паралаксів нерозривно пов'язана з проблемою руху Землі затвердженням геліоцентричної системи світу.
Геліоцентрична система світу вперше була запропонована давньогрецьким астрономом Аристархом Самоським (III століття до н. е.). Архімед (один з основних джерел наших знань про цю теорію) повідомляв, що на думку Аристарха, розмір сфери нерухомих зір «такий що коло, описуване за його припущенням Землею, перебуває до відстані нерухомих зір в такому ж відношенні, як центр кулі до його поверхні». Ймовірно, це означає, що Аристарх пояснив відсутність річних паралаксів зір їх величезною віддаленістю — наскільки великою, що радіус земної орбіти дуже малий у порівнянні з відстанню до зір.

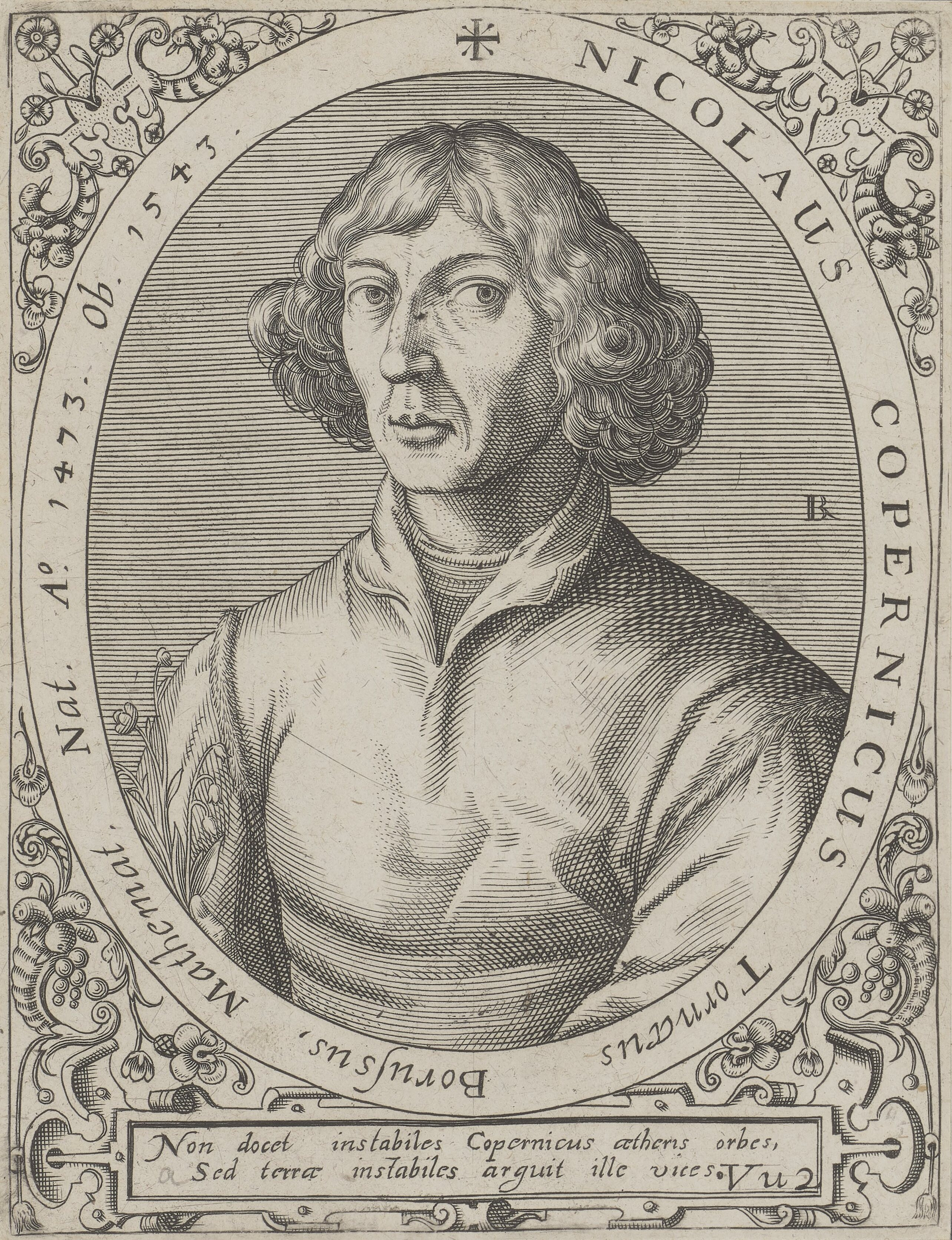
Миколай Коперник

Коли геліоцентрична системі світу була заново висунута польським астрономом Миколою Коперником, на початку XVI століття питання про відсутність річних паралаксів постало знову. Коперник дав ту ж відповідь, що і Аристарх за 1800 років до нього: зорі занадто віддалені, щоб їх річні паралакси були доступні безпосереднім вимірам. Як він писав у своїй книзі «Про обертання небесних сфер» відсутність річних паралаксів у зір
…тільки доводить незмірну їх висоту, яка змушує зникати з поля зору навіть орбіту річного руху або її відображення, так як і кожному мабуть предмету відповідає певна величина відстані, за якої він більше вже не помічається, як показано в оптиці
Відповідь Коперника не переконала прихильників нерухомість Землі. Спроби вимірювання річних паралаксів робив данський астроном Тихо Браге наприкінці XVI століття; зрозуміло, ні в однієї з 777 зір, що входять в його каталог, паралакс зафіксовано не було. На противагу системі світу Коперника, він запропонував свою власну систему світу. Тихо стверджував, що якщо зорі настільки далекі, як припускають, то, по-перше, відстань від Сатурна до зір має бути непропорційно великою і по-друге, зорі в цьому випадку повинні мати непропорційно великий лінійний розмір. Ці ж аргументи проти геліоцентричної системи неодноразово повторювалися й астрономами наступного, XVII століття; так вони були перераховані в числі 77 доводів проти Коперника в «Новому Альмагесті» відомого італійського астронома Джованні Батіста Риччіолі.

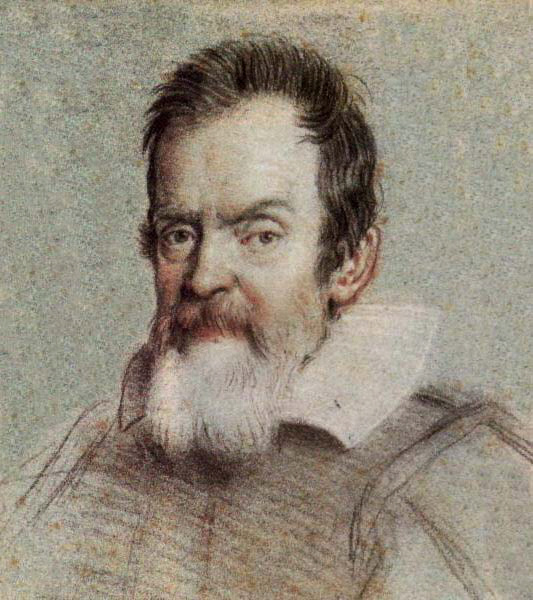
Галілео Галілей

Прихильники геліоцентричної системи робили безуспішні пошуки річних паралаксів протягом усього XVII століття. Вважається, що в 1617 році пошук річного паралакса у зорі Міцар у Великій Ведмедиці проводили Галілео Галілей і Бенедетто Кастеллі в Італії. Саме Галілей в 1611 році запропонував диференційний метод пошуку паралаксів. Якщо зорі видалені на різні відстані від землі, то ближчі зорі будуть зміщуватися сильніше, ніж віддаленіші, розташовані на небі поряд (незалежно від Галілея цей метод запропонував також італієць Лодовіко Рампоне). Галілей описав цей метод в своїх знаменитих «Діалогах про дві найголовніші системи світу».
У 1666 році англійський фізик і астроном Роберт Гук заявив, що йому нарешті вдалося виявити річний паралакс у зорі γ Дракона. Детальний опис своїх вимірювань Гук привів в трактаті «Спроба довести рух Землі» (1674) проте, його заяви були сприйняті з великим скептицизмом. У період з 1674 по 1681 рік Жан Пікар у Франції зробив кілька спроб виявити паралакс яскравої зорі в сузір'ї Ліри, проте всі вони закінчилися невдачею. У 1689 році із заявою про виявлення паралакса Полярної зорі виступив англійський астроном Джон Флемстид проте його робота була розкритикована Жаком Кассіні. Виявлення річних паралаксів було далеко за межами можливостей техніки астрономів того часу.

У XVIII і початку XIX століття робота по виявленню річних паралаксів як і раніше не давала результатів. На той час ніхто з астрономів вже не сумнівався в геліоцентричній системі, але пошук паралаксів як і раніше був актуальним завданням, оскільки це був єдиний відомий в той час метод вимірювання відстаней до зір. Під час пошуків річних паралаксів були зроблені інші важливі відкриття: аберація світла і нутація земної осі (Джеймс Бредлі 1727-28 рр.), орбітальний рух компонент подвійних зір (Вільям Гершель 1803-04 рр.). Однак, у розпорядженні астрономів ще не було достатньо точних інструментів, щоб виявити паралакси.

Автори перших успішних вимірювань річних паралаксів зір
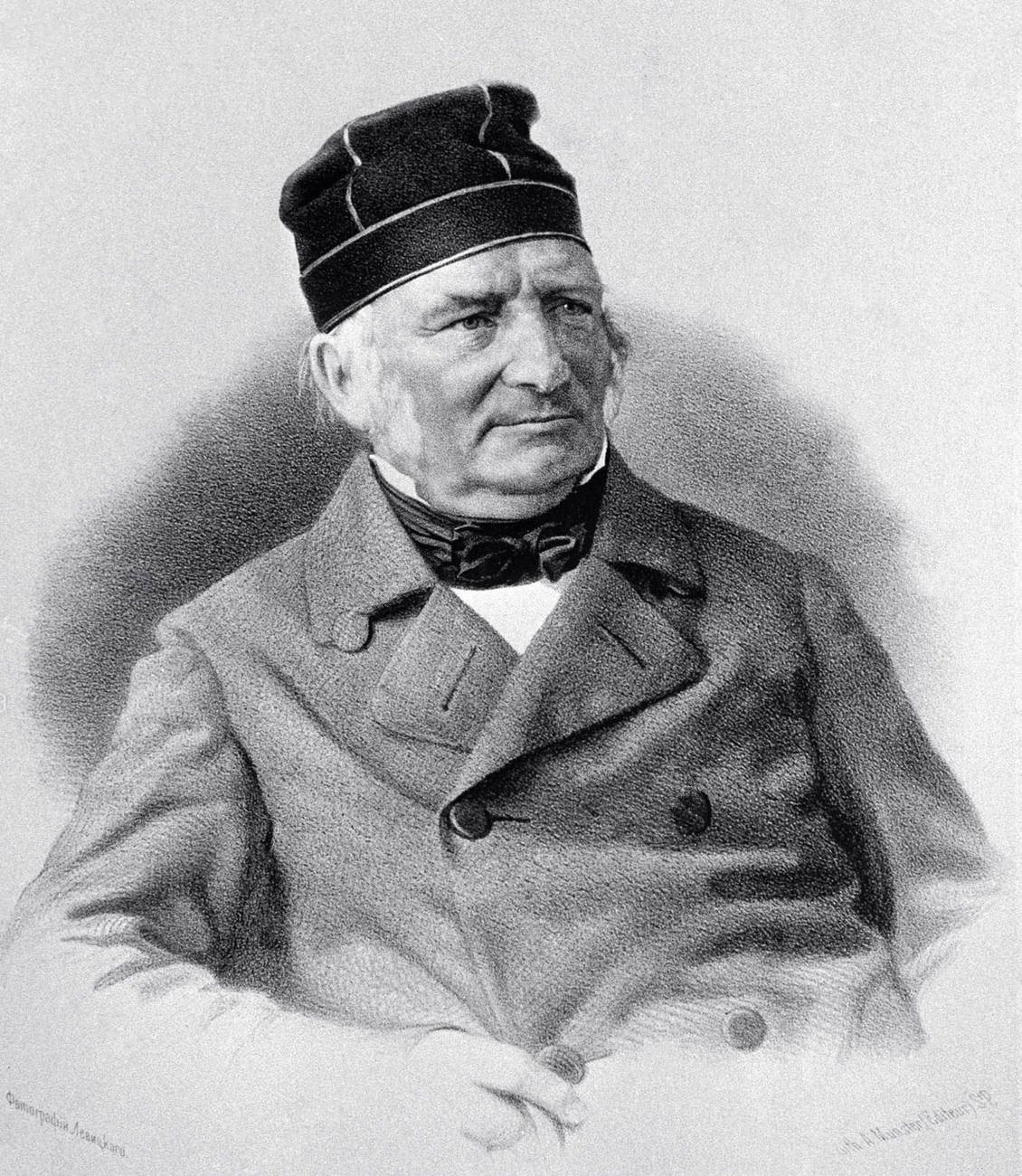
Фрідріх Георг Вільгельм (Василь Якович) Струве
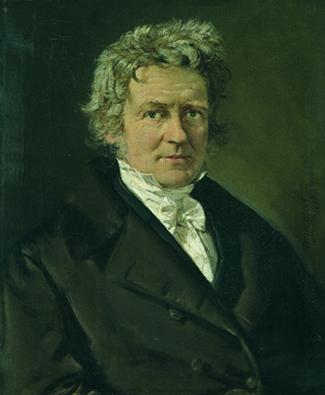
Фрідріх Вільгельм Бессель
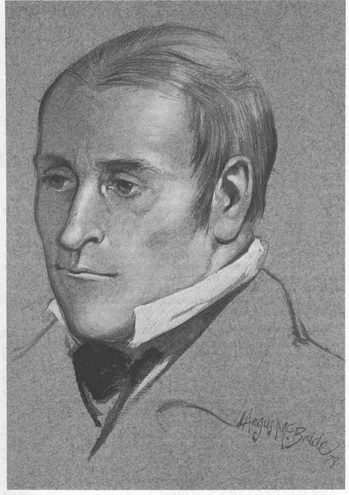
Томас Джеймс Хендерсон

1814 року за роботу по виявленню річних паралаксів взявся Фрідріх Вільгельм Струве в Тартуській обсерваторії. Перші виміри зроблені ним до 1821 року містили великі інструментальні похибки і не задовольняли Струве, але принаймні йому вдалося встановити правильний порядок величини паралаксів декількох яскравих зір. Так, отриманий ним паралакс Альтаїра (181±094″) досить близький до сучасного значення (195″).
У 1837 році Струве (за допомогою Фраунгоферовського рефрактора встановленого в обсерваторії) вдалося виміряти паралакс Веги (α Ліри) який виявився рівним 125±055″. Цей результат Струве опублікував у книзі «Мікрометричні вимірювання подвійних зір», де також були наведені критерії, за якими потрібно відбирати зорі для пошуку їх паралаксів і закладено основи методу динамічних паралаксів. Однак, сам Струве вважав отримане їм значення паралаксу Веги приблизним. Нові вимірювання Струве, опубліковані в 1839 році, дали вдвічі більше значення 262±025″, що змусило дослідників сумніватися в надійності його вимірів. Слід зауважити, що в даний час паралакс Веги вважається рівним 129″, що практично збігається з першою оцінкою Струве.

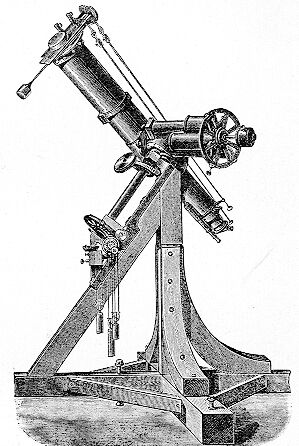
Фраунгоферовський геліометр Кенігсберзької обсерваторії за допомогою якого Бессель виявив річний паралакс 61 Лебедя.

У тому ж 1838 році німецькому астроному і математику Фрідріху Бесселю з Кенігсберзької обсерваторії вдалося виміряти паралакс зорі 61 Лебедя, рівний 314±014″ (сучасне значення — 287″). Він застосовував геліометр, виготовлений, як і рефрактор Струве, Й. Фраунгофером. Бесселю вдалося відстежити періодичні зміни кутової відстані 61 Лебедя від двох слабких зір і встановити, що протягом року зоря описує на небі маленький еліпс, як і потрібно за теорією. Саме з цієї причини пріоритет у визначенні річних паралаксів у зір зазвичай приписують Бесселю.
1838 року опублікував свої виміри й англійський астроном Томас Хендерсон (обсерваторія мису Доброї Надії), якому вдалося виміряти паралакс зорі α Центавра 116±011″ (сучасне значення — 747″). Маючи на увазі праці Бесселя, Струве і Хендерсона, англійський астроном Джон Гершель сказав, що «стіну, яка заважала нашому проникненню в зоряний всесвіт, майже одночасно пробили в трьох місцях».
Прогрес у визначенні річних паралаксів гальмувався значними систематичними помилками інструментів і конкретних спостерігачів. До кінця XIX століття було визначено паралакси не більше сотні зір, причому результати для кожної конкретної зорі значно різнилися від обсерваторії до обсерваторії.
Ситуація в значній мірі була виправлена завдяки застосуванню фотографії з кінця XIX століття. Стандартну методику фотографічного визначення паралаксу розробив американський астроном Френк Шлезінгер 1903 року. Завдяки зусиллям Шлезінгера, помилки у визначенні паралаксів вдалося знизити до 001″. Каталог Шлезінгера, який видали в 1924 році, містив 1870 надійно виміряних паралаксів.

## Сучасний стан питання

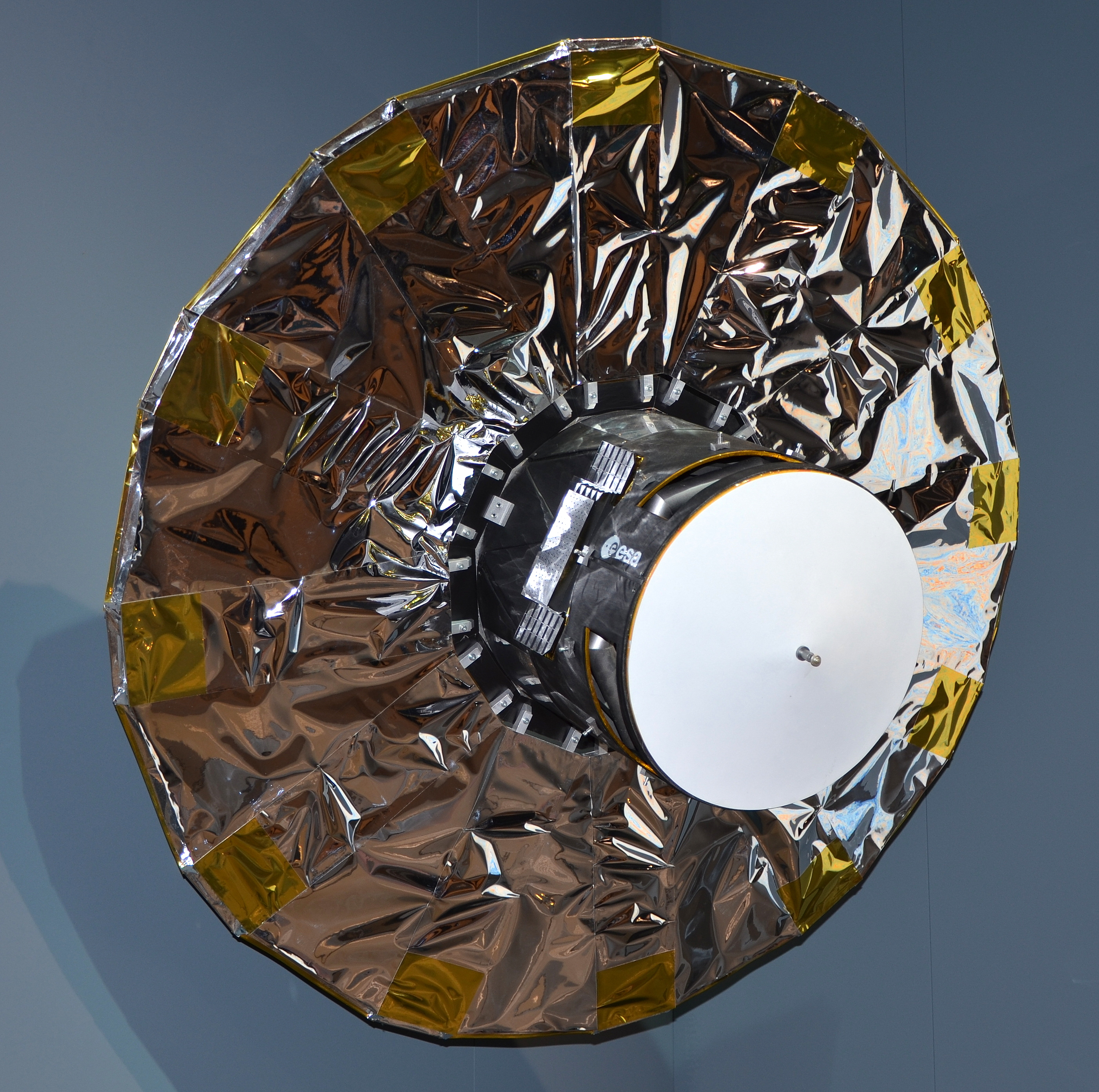
Макет космічного апарата Gaia у Ле Бурже, 2013

На початку XX-го сторіччя наземні оптичні вимірювання дозволяли в деяких випадках знизити похибку вимірювання паралаксу до 0,5″, що відповідає граничній відстані 200 пк. Подальше підвищення точності вимірювань стало можливим завдяки використанню космічних телескопів. Спеціально для астрометричних вимірювань Європейське космічне агентство (ЄКА) в 1989 році запустило космічний телескоп Hipparcos, який виміряв паралакси понад 100 тисяч зір із точністю до 0,1″. У 2013 році ЄКА запустило новий космічний телескоп Gaia. Точність його вимірювань паралаксів яскравих зір (до 15m) має бути вищою 25 мільйонних часток секунди, а для слабких зір (близько 20m) — до 300 мільйонних часток секунди.
Значним досягненням кінця XX століття стало використання для паралактичних вимірювань методу наддалекої радіоінтерферометрії. Похибка при цьому може становити до 10 мільйонних часток кутової секунди. Цей метод застосовується для вимірювання відстані до компактних радіоджерел — космічних мазерів, радіопульсарів та ін. Так, за допомогою цього методу вдалося виміряти відстань до об'єкта Стрілець B2 — газопилової хмари з бурхливим зореутвореням, що розташована за 100—120 парсек від центру нашої Галактики. Результати вимірювань показали, що Стрілець B2 перебуває на відстані 78 ± 8 кпк, що дає відповідну відстань до центру Галактики. 
Вимірювання паралаксів ультракомпактних позагалактичних радіоджерел є однією з цілей планованого космічного експерименту Мілліметрон (Спектр-М) — російської космічної обсерваторії міліметрового, субміліметрового та інфрачервоного діапазонів,
яку почали розробляти 2014 року, а потім кілька разів відкладали через брак фінансування. 2019 року її запуск планували на початку 2030 років.